# Nephodia umbrilinea
Nephodia umbrilinea là một loài bướm đêm trong họ Geometridae.